# Justin Bieber: Never Say Never
Justin Bieber: Never Say Never er en amerikansk dokumentarfilm fra 2011, der handler om teenage-idolet Justin Bieber.

## Handling
Filmen indledes med en nedtælling over de 10 sidste dagene frem til en af Biebers største koncerter; i Madison Square Garden i New York den 31. august 2010, en koncert, der blev udsolgt på bare 22 minutter og var en del af Biebers My world tour i 2010. Filmen indeholder interview med familiemedlemmer, fans og andre i Biebers omgangskreds.  Filmen viser arkivoptagelser fra Biebers barndom og opvækst om hvordan hans musikalske talent har udviklet sig, og hvordan hans glæde over musikken har udviklet sig i takt med dette.

## Omsætning
Filmen har indpillet mere end 98 millioner dollar på verdensbasis.

## Medvirkende
- Kimia Nikkhah
- Molly Gausemel
- Justin Bieber
- Usher
- Miley Cyrus
- Jaden Smith
- Sean Kingston
- Snoop Dogg
- Ludacris
- Boyz II Men
- Scooter Braun
- L.A. Reid
- Jeremy Bieber
- Scooter Braun
- Pattie Mallette
- Kenny Hamilton
- Ingrid Bieber
- Amanda Bieber
- Beliebers
- Hayden Thompson
- Scrappy Stassen
- Jay Leno (arkivoptagelser)
- Chelsea Handler (arkivoptagelser)
- George Lopez (arkivoptagelser)

## Eksterne links
- Justin Bieber: Never Say Never på Internet Movie Database (engelsk)
- Justin Bieber: Never Say Never på Filmdatabasen
- Justin Bieber: Never Say Never på Scope
- Justin Bieber: Never Say Never i Svensk Filmdatabas (svensk)
- Justin Bieber: Never Say Never på AlloCiné (fransk)
- Justin Bieber: Never Say Never på MovieMeter (nederlandsk)
- Justin Bieber: Never Say Never på AllMovie (engelsk)
- Justin Bieber: Never Say Never hos American Film Institute (engelsk)
- Justin Bieber: Never Say Never på Turner Classic Movies (engelsk)
- Justin Bieber: Never Say Never på The Movie Database (engelsk)
- video: Justin Bieber: Never Say Never Movie Trailer Official (HD), youtube
- Justin Bieber: Never Say Never Arkiveret 2. februar 2022 hos  Wayback Machine, Paramount Pictures
- Justin Bieber: Never Say Never, filmweb